# Al-Anon/Alateen
Al-Anon (volledige Engelse naam: Al-Anon Family Groups) is een 1951 in de Verenigde Staten opgerichte wereldwijde zelfhulporganisatie voor partners, familie en vrienden van alcoholisten. De hulpgroepen voor jeugdige verwanten van alcoholisten staan bekend onder de naam Alateen (van het Engelse teen, 'tiener') en bestaan sinds 1957. Hun bijeenkomsten worden door een volwassen Al-Anon-lid begeleid.
Nederlandstalige Al-Anon-groepen bestaan sinds 1960 in Vlaanderen en 1976 in Nederland. Wereldwijd bestond Al-Anon in 2016 uit 24.000 groepen in zo'n 115 landen, daarnaast waren er ongeveer 2300 Alateen-groepen.
De organisatie maakt gebruik van een twaalfstappenprogramma dat gebaseerd is op dat van de Anonieme Alcoholisten.